# Caychax-et-Senconac
Caychax-et-Senconac è un comune francese di 20 abitanti situato nel dipartimento dell'Ariège nella regione dell'Occitania. È stato istituito il 1° gennaio 2025 dalla fusione dei precedenti comuni di Caychax e Senconac.